# Горни Богров
Горни Богров е село в Западна България.
То е включено в район Кремиковци на Столична община, област София. Намира се на 21 км. североизточно от гр. София.
Селото наброява 1239 жители.
В селото се намира Манастир „Св. Георги Победоносец“ и Църквата „Св. Харалампий“.
Селото се обслужва от 2 автобусни линии: 90, 118.
Горни Богров е родното място на известната състезателка по лека атлетика Йорданка Донкова.